# نانسي بي جاكسون
نانسي بي جاكسون، (ولدت في 1 مارس 1956), هي كيميائية أمريكية، قامت بإجراء أبحاث للطاقة على التحفيز غير المتجانس وأبحاث لتطوير أنواع الوقود البديلة. كما تعمل في مجال عدم الانتشار الكيميائي، وتثقيف المهنيين الكيميائيين حول أهمية الممارسة الكيميائية الآمنة والمأمونة في مجال البحث والتدريس والأعمال التجارية وذلك في محاولة لمنع إساءة استخدام المواد الكيميائية كـ(أسلحة، سموم، متفجرات أو ملوثات البيئية). كانت أول منفذة في تطوير البرنامج الدولي للمشاركة في مجال الأمن الكيميائي. وهي ناشطة في تعزيز التنوع في مجالات العلوم والتكنولوجيا والهندسة والرياضيات. كانت رئيسة الجمعية الكيميائية الأمريكية في عام 2011، وقيادة المنظمة خلال السنة الدولية للكيمياء. في عام 2012، تم تكريمها بجائزة الرابطة الأمريكية للنهوض بالعلوم(AAAS) للدبلوماسية العلمية.

## حياتها المبكرة والتعليم
ولدت جاكسون في 1 آذار/مارس عام 1956 في أو كلير بولاية ويسكونسن لوالد من قبيلة سينيكا وأم قوقازية. كان والداها وزيرين وجدتيها حاصلتان على درجة الماجستير. أحد جديّها ينحدر من محمية كاتاروغوس في شمال ولاية نيويورك. درست جاكسون في البداية العلوم السياسية في الجامعة، لكنها أصبحت مهتمة بشكل متزايد في العلوم. حصلت على بكالوريوس العلوم في الكيمياء من جامعة جورج واشنطن في عام 1979. بعد أن عملت لفترة وجيزة في قسم التعليم في الجمعية الكيميائية الأمريكية قررت العودة إلى المدرسة في جامعة تكساس في أوستن. حصلت على درجة الدكتوراه في الهندسة الكيميائية في عام 1986 وشهادة الدكتوراه في الهندسة الكيميائية في عام 1990، وتعمل في مجال التحفيز.
أثناء وجودها في سانديا قضت عامين كحلقة وصل بين الحكومة القبلية لسانديا (وظيفة بدوام جزئي أثناء إجراء أبحاث الطاقة) ومثلت سانديا في الأحداث المحلية والأمريكية والوطنية لأمريكا الأصلية. كما حددت نانسي الكليات القبلية للانضمام إلى تحالف العلوم والتكنولوجيا، وهو برنامج للأقليات الممثلة تمثيلا ناقصاً. عملت على دعم رؤساء الجامعات القبلية أثناء قيامهم بتوسيع برامجهم العلمية وتوظيف طلاب الجامعات القبلية خلال فصل الصيف في سانديا.
قامت نانسي بأبحاث الطاقة في سانديا لمدة 10 سنوات تركز معظمها على تطوير الوقود من مصادر بديلة. عملت مع الجمعية الأمريكية الهندية للعلوم والهندسة (AISES) على مدار العشرين عاماً الماضية، حيث دعمت أولاً معرض العلوم الخاص بها وأصبحت قاضية في جلسات الملصقات والعروض التقديمية للمؤتمر الوطني.
نانسي زميلة في الجمعية الكيميائية الأمريكية وكانت رئيسة الرابطة في عام 2011 خلال السنة الدولية للكيمياء. وهي أيضاً زميلة في الرابطة الأمريكية للتقدم العلمي، كما أنها حائزة على جائزة العلوم والدبلوماسية لعام 2012. كما حصلت على جائزة أفضل جميعة للعلوم والهندسة الأمريكية الهندية عام 2005

## حياتها المهنية
انضمت جاكسون إلى قسم التحفيز والتقنيات الكيميائية في قطاع الطاقة والبيئة في مختبرات سانديا الوطنية في البوكيركي، نيو مكسيكو في عام 1991. عملت هناك كباحثة طاقة لسنوات عديدة، مع التركيز على مصادر الطاقة البديلة مثل الوقود الشمسي. درست التحفيز غير المتجانس مع التركيز على تحديد المحفزات التي يمكن أن تُمكن من إنتاج الوقود السائل من مصادر غير نفطية. بالإضافة إلى هذا أصبحت أستاذة باحثة مشاركة في قسم الهندسة الكيميائية والنووية بجامعة نيو مكسيكو في عام 1999.
كانت جاكسون مديرة قسم التصوير الكيميائي والبيولوجي والاستشعار والتحليل في مدرسة سانديا من 2000-2004. وشمل عملها تقنيات التصوير الكيميائي بما في ذلك تصوير الفلورسنت والأشعة تحت الحمراء، والطيف بالأشعة تحت الحمراء، وتحليل الصور والمواد فوق الطيفية. وشملت التطبيقات تصوير الرغائف الدقيقة للحمض النووي، وتحليل المواد البوليمرية، وفحص العلاقات بين الهيكل والممتلكات للمواد المحفزة غير المتجانسة.
كانت نائبة مدير مركز الأمن الدولي في سانديا من 2004-2006. في عام 2007، أصبحت مؤسسة ومديرة الإدارة الدولية للحد من التهديدات الكيميائية في مركز الأمن العالمي في سانديا. كانت جاكسون المنفذ الأول للعمل مع وزارة الخارجية الأميركية لتطوير برنامج المشاركة في الأمن الكيميائي، وهو برنامج دولي لزيادة الوعي حول السلامة الكيميائية والأمن بين المهنيين الكيميائيين في جميع أنحاء جنوب شرق آسيا وجنوب آسيا والشرق الأوسط وشمال أفريقيا. وكجزء من عملها، سافرت على نطاق واسع إلى هذه المناطق.
إن جاكسون ناشطة في تشجيع التنوع في العلوم والتكنولوجيا والهندسة والرياضيات. وهي عضو في الجمعية الأمريكية الهندية للعلوم والهندسة. وقد عملت كجهة اتصال حكومية قبلية لدى السيدة أنديا، وعملت مع الكليات القبلية في تطوير تحالف العلوم والتكنولوجيا، وهو برنامج للعلوم والتكنولوجيا والهندسة والرياضيات للأقليات الممثلة تمثيلاً ناقصاً. وهي أيضاً مدافعة نشطة عن المرأة في مجالات العلوم والتكنولوجيا والهندسة والرياضيات.
إن جاكسون زميلة في الجمعية الكيميائية الأمريكية، والاتحاد الدولي للكيمياء النقية والتطبيقية، والرابطة الأمريكية للنهوض بالعلوم. تم انتخابها في عام 2009 لخلافة الرئيس في الجمعية الكيميائية الأمريكية، ومنصب الرئيس المنتخب في عام 2010، ورئيسة خلال السنة الدولية للكيمياء في الأمم المتحدة في عام 2011. ورئيس سابق مباشرة في عام 2012. خلال فترة السنوات الثلاث التي تلت انتخابها، ركزت على توسيع التعاون الدولي، وزارت أكثر من 20 بلد في خمس قارات للاجتماع مع الكيميائيين والمهندسين الكيميائيين، وكثير منهم من النساء.

في عام 2012، حصلت على جائزة الرابطة الأمريكية للنهوض بالعلوم (AAAS) للدبلوماسية العلمية وذلك لالتزامها المستمر بالتعاون العلمي الدولي لمنع سرقة وتحويل المواد الكيميائية من خلال إنشاء برنامج المشاركة في الأمن الكيميائي وللتطوير ورعاية المهن للعلماء في جميع أنحاء العالم، مع التركيز بشكل خاص على العالمات في الشرق الأوسط وجنوب شرق آسيا

## التكريمات والجوائز
- 2014-2015 سيلفيا م. ستويسر محاضرة في الكيمياء في جامعة إلينوي[3]
- 2012 جائزة الرابطة الأمريكية للنهوض بالعلوم(AAAS) للدبلوماسية العلمية.[4][20]
- 2011 جائزة المرأة المتميزة في الكيمياء والهندسة الكيميائية، الاتحاد الدولي للكيمياء النقية والتطبيقية.[21]
- 2009 جائزة هوارد فوسيت للصحة والسلامة الكيميائية[22]
- 2005 جائزة أفضل محترف في الجمعية الأمريكية للعلوم والهندسة الهندية (AISES)[20]
- 2005 جائزة إنجاز الخريجين المتميزين، جامعة جورج واشنطن.[13]